# Roman Dzindzichashvili

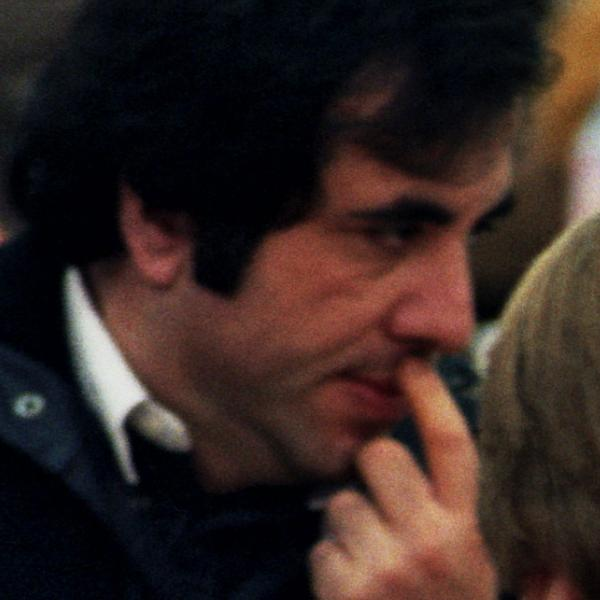
Roman Dzindzichashvili

Roman Yakovlevich Dzindzichashvili (Tiflis, RSS de Georgia; 5 de mayo de 1944) es un Gran Maestro Internacional de ajedrez georgiano nacionalizado israelí y luego estadounidense. En la lista de enero de 2009 de la FIDE tiene un ELO de 2550.
En 1976 abandona la URSS y emigra a Israel, ganando el título de Gran Maestro en 1977. En 1979 Dzindzichashvili se establece en los Estados Unidos, donde ganó el Lone Pine torneo al siguiente año.
Dzindzichashvili ha ganado 2 veces el Campeonato de ajedrez de Estados Unidos, 1983 (compartido) y 1989 (compartido).

## Actuación en Olimpiadas
Roman Dzindzichashvili ha participado en tres Olimpíadas de ajedrez, una para Estados Unidos y otras dos con el equipo de Israel:
- Tercer tablero de Israel en Haifa (1976), consiguiendo 7/10 puntos.
- Primer tablero de Israel en Buenos Aires (1978), consiguiendo 8.5/14 puntos.
- Primer tablero de Estados Unidos en Salónica (1984), consiguiendo 8/11 puntos.

## Partidas notables
Roman Dzindzichashvili (2480) - Vladímir Tukmakov (2565) [A45] Leningrado, 1971
1.d4 Cf6 2.Ag5 Ce4 3.Af4 c5 4.f3 Cf6 5.dxc5 Da5+ 6.Dd2 Dxc5 7.e4 g6 8.Cc3 d6 9.0-0-0 Cbd7 10.Ae3 Da5 11.Rb1 Ag7 12.g4 Ce5 13.g5 Cfd7 14.Ad4 Rf8 15.f4 Cc6 16.Axg7+ Rxg7 17.Cge2 Cc5 18.Cg3 Ag4 19.Ae2 Axe2 20.Dxe2 Ca4 21.Cxa4 Dxa4 22.h4 Tac8 23.c3 Thg8 24.h5 Rf8 25.Thf1 Re8 26.e5 dxe5 27.fxe5 Cd8 28.Ce4 Ce6 29.Df3 Tf8 30.hxg6 hxg6 31.De3 Th8 32.Df3 Th7 33.Th1 Txh1 34.Dxh1 Db5 35.Td5 De2 36.a3 Tc4 37.Cc5 Tf4 38.Dh8+ Cf8 39.Td8+ Rxd8 40.Dxf8+ Rc7 41.Dxe7+ Rc6 42.Dxb7+ 1-0
Mark Taimánov - Roman Dzindzichashvili [E14] Moscú, 1972
1.c4 Cf6 2.d4 e6 3.Cf3 b6 4.Cc3 Ab7 5.e3 d5 6.cxd5 exd5 7.Ad2 a6 8.Tc1 Ad6 9.g3 0-0 10.Ag2 Cbd7 11.0-0 Te8 12.Ce2 c5 13.dxc5 bxc5 14.Cf4 Ce4 15.Dc2 Db6 16.Tfd1 Axf4 17.gxf4 Te6 18.Ae1 a5 19.Ch4 c4 20.Ah3 Th6 21.Axd7 Txh4 22.f3 Dxe3+ 23.Rg2 Txf4 24.Ag4 Txg4+ 25.fxg4 d4 26.Rf1 Df3+ 0-1